# سيف الدين الدسوقي
سيف الدين الدسوقي، شاعر سوداني بارز له أعمال شهيرة في الشعر والدراما يعتبر من رواد المدرسة الرومانسية التجديدية في الشعر  بالسودان عمل إلى جانب نشاطه الأدبي في الإذاعة والتلفزيون بالسودان والخارج.

## الميلاد والنشأة
ولد سيف الدين مصطفى الدسوقي، وهذا هو إسمه بالكامل ،  في عام 1936 م بحي العرب  في  أم درمان  بالسودان وتربى وسط أسرة دينية مشهورة.

## التعليم
تلقى تعليمه الأولي في كُتّاب شيخ حسن بمعهد أم درمان العلمي، حيث حفظ القرآن. وبعد أن أنهى دراسته الأولية والمتوسطة والثانوية التحق بجامعة القاهرة - فرع الخرطوم  (جامعة النيلين حالياً)، كلية الآداب، قسم اللغة العربية وتخرج منها بدرجة الليسانس  في الآداب، ثم سافر إلى مصر حيث درس في كلية الصحافة بالقاهرة  وحصل منها على دبلوم الصحافة كما سافر إلى بريطانيا  ليدرس في معهد ريجينت بلندن وينال دبلوم اللغة الإنجليزية.

## حياته العملية
بعد أنهى دورات تدريبية داخل السودان وخارجه في العمل الإذاعي والتلفزيوني عمل الدسوقي مذيعاً في هيئة الإذاعة السودانية بأم درمان ورئيساً للقسم الثقافي  بالتلفزيون السوداني. كما عمل مديراً للإخراج والمنوعات  بإذاعة الرياض بالمملكة العربية السعودية  ثم أنتدب إلى إذاعة وادي النيل بالسودان  ليعمل فيها في وظيفة مدير مناوب للإذاعة، كذلك عمل نائبا لأمين الهيئة القومية للإعلام والإنتاج الفني بالسودان.

## أنشطته الأدبية
شارك الشاعر سيف الدسوقي في العديد من المهرجانات الشعرية في السودان وخارجه  منها مهرجان المربد الشعري ببغداد في العراق والمهرجان الشعري المصاحب لمعرض القاهرة الدولي للكتاب بمصر. ونشر في مختلف أنواع الصحف العربية العديد من المقالات الأدبية  بما فيها القصائد والمسرحيات وغيرها من  من الأعمال الدرامية.

## دوواينه
صدر له ديوانان شعريان هما: 
- حروف من دمي
- الحرف الأخضر

وله عدد من الأعمال المعدة للطبع من بينها: 
- زمن الأفراح الوردية
- لنا الغد
- محمد صلى الله عليه وسلم
- أعاصير

## الجوائز
حصل على جائزة الشعر في مؤتمرات قاعة الصداقة بالخرطوم وعلى وشاح الشعر العربي من الجالية السودانية  بالقاهرة.

## قالوا عنه
قال الشاعر السوداني الشهير  مبارك المغربي عن أعمال الدسوقي الأدبية:«إنها حركة حية نابضة بالحركة كتبها بدمه قبل قلمه في صدق شعوري نابع من القلب، وإلهام جياش دفاق فجاءت صورة متداخلة متفاعلة تنم عن سمو نفسه ورقة وجدانه».

## قصائده
كتب العديد من القصائد  باللهحة السودانية وبالعربية الفصحى  وتغنى ببعض تلك القصائد فنانون سودانيون بارزون منهم (سيد خليفة ( قصيدة أودع) و أحمد الجابري (قصيدة الرسائل). ومن قصائده الأخرى: 
- الذكريات
- جَنّةُ الرّيحان
- قل ياعبيـر
- المصير
- عد بي الي النيل
- أعود من غربة
- الثريـــا
- اخترتك لي
- أودع كيف
- الرسائل